# Gregorius van Benevento
Gregorius van Benevento  was Hertog Benevento van ca.732 tot 739.
De zoon van hertog Romuald II, Gisulf II, was nog een kind toen zijn vader stierf. Usurpator Audelais maakte van de situatie gebruik om de macht te grijpen. Het hertogdom Benevento was een vazalstaat van de Longobarden. Koning Liutprand van de Longobarden greep in en zette zijn eigen stroman op de troon, Gregorius. Gregorius stierf rond het jaar 739, zijn plaats werd ingenomen door een nieuwe usurpator, Godschalk.